# Mimosa hafomantsina
Mimosa hafomantsina är en ärtväxtart som beskrevs av Villiers. Mimosa hafomantsina ingår i släktet mimosor, och familjen ärtväxter. Inga underarter finns listade i Catalogue of Life.